# Pytheas (Boiotarch)
Pytheas († wohl 146 v. Chr.) war ein aus Theben stammender, im 2. Jahrhundert v. Chr. lebender griechischer Politiker. Er war ein Hauptverantwortlicher für die Auslösung des Achaiischen Kriegs, der Griechenland die bisherige relative politische Unabhängigkeit kosten sollte.

## Leben
Pytheas war ein Sohn des Kleomenes und Bruder des Athleten Akastidas. 146 v. Chr. war er als Boiotarch der leitende Staatsmann Thebens. Der Geschichtsschreiber Polybios charakterisiert ihn – allerdings wohl nicht unparteiisch – sehr negativ. Demnach habe Pytheas in jungen Jahren ein ausschweifendes Leben geführt, sei auch im öffentlichen Leben rücksichtslos gewesen und habgierig aufgetreten. Seinen Aufstieg habe er dem Eumenes und Philhetairos verdankt.
Als Boiotarch verfolgte Pytheas die gleiche antirömische Politik wie der Stratege des Achaiischen Bundes, Kritolaos. Daher stiftete er die Boioter an, am von Kritolaos ausgelösten Achaiischen Krieg gegen die Römer teilzunehmen. Als Vorwand diente ihm eine vom römischen Feldherrn Quintus Caecilius Metellus Macedonicus über die Thebaner verhängte Geldstrafe, weil sie in Phokis eingefallen waren und die Äcker von Euböa und Amphissa verwüstet hatten. In der Folge beteiligten sich die Thebaner an der von den Achaiern durchgeführten erfolglosen Belagerung von Herakleia Trachinia sowie an der Schlacht von Skarpheia, in der Metellus das vereinte Griechenheer schlug. Als daraufhin Metellus gegen Theben vorrückte, floh Pytheas wie die übrigen Einwohner der Stadt. Laut dem antiken Autor Pausanias schonte Metellus alle Thebaner mit Ausnahme von Pytheas, weil dieser maßgeblich den Krieg gegen die Römer angefacht hatte. Daher ließ er nach Pytheas fahnden, der nach seiner raschen Aufspürung hingerichtet wurde. Laut Polybios hingegen gelang Pytheas mit Frau und Kindern die Flucht auf die Peloponnes, wo er herumgeirrt sei. Möglicherweise war den Römern die Ergreifung des Pytheas erst auf der Peloponnes geglückt.